# Trudi Canavan

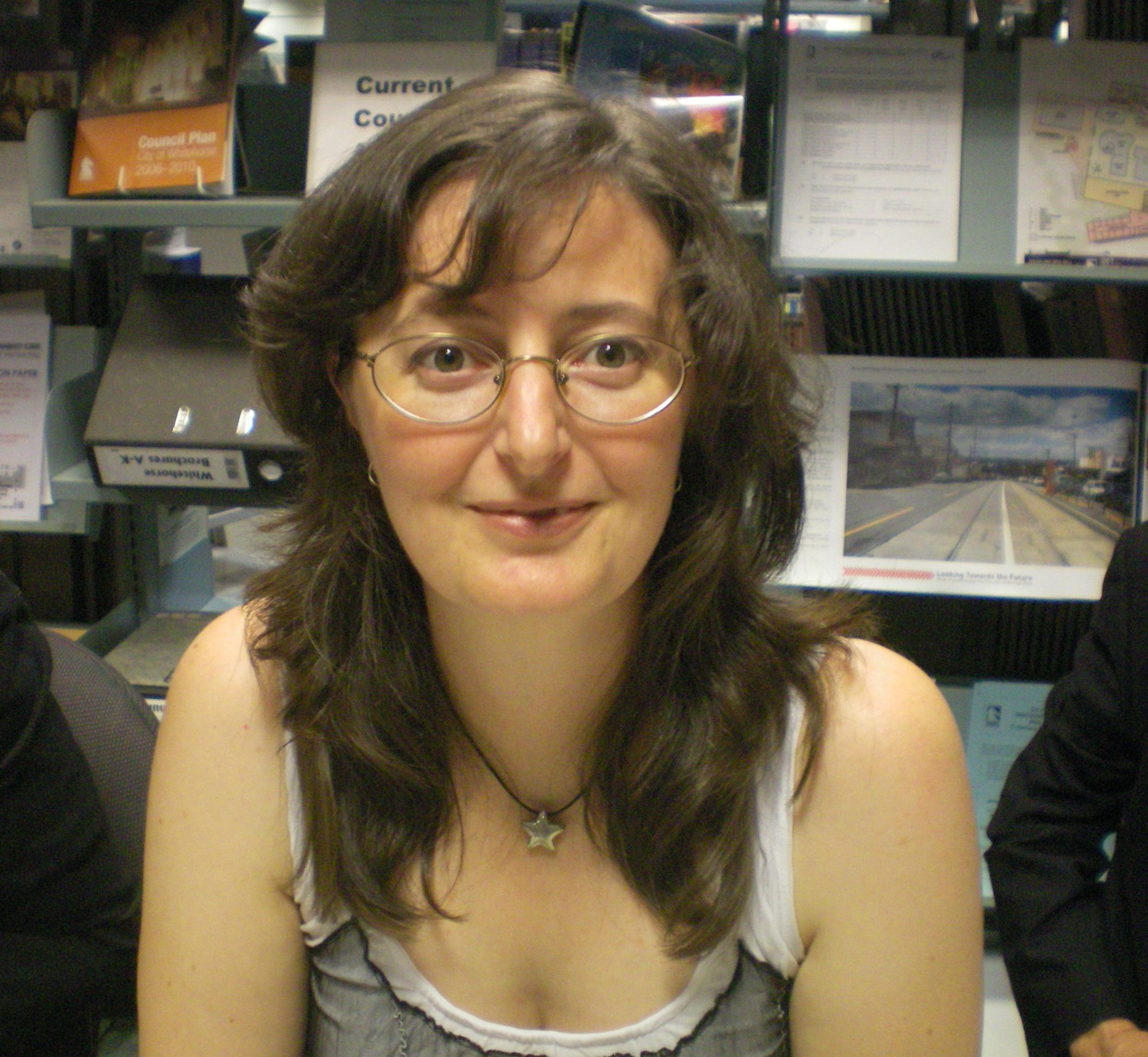
Trudi Canavan

Trudi Canavan (Melbourne, 23 oktober 1969) is een Australisch schrijfster van fantasyboeken. Ze is vooral bekend van de serie De zwarte magiërs. Deze serie gaat over Sonea, een meisje wat opgroeide in de sloppenwijk en ontdekt dat ze talent voor magie heeft. Dit is echter heel ongebruikelijk voor iemand van haar klasse. Haar talent wordt ontdekt en de serie volgt haar als ze probeert te ontsnappen aan de aandacht van het Gilde van Magiërs. Die aandacht brengt haar uiteindelijk naar de opleiding voor Magiërs, maar daar begint haar verhaal pas echt.

## Biografie
Trudi Canavan studeerde grafische vormgeving en sinds ze in 1995 'The Telltale Art' heeft opgericht (haar freelance bedrijfje), begon ze met werken bij Aurealis als ontwerper, illustrator en cartograaf voor onder andere grote uitgevers als Lonely Planet en HarperCollins. In 1999 won ze een Aurealis Award voor haar allereerste korte verhaal, Whispers of the Mist Childeren. Haar schrijvers carrière nam na het verschijnen van Het Magiërsgilde in 2001 pas echt een vogelvlucht.